# جونيتشي كوتشي
جونيتشي كوتشي (باليابانية: 幸内純) كان رسامًا يابانيًا للرسوم المتحركة.  يُشار إليه على أنه أحد الآباء المؤسسين للرسوم المتحركة. 